# Chinesische Beamtenprüfung

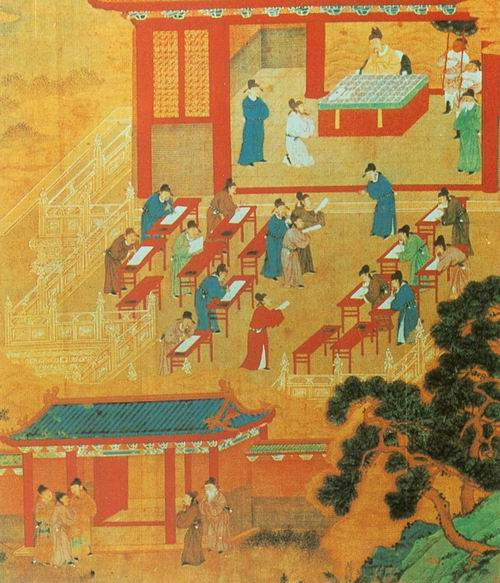
Beamtenprüfung in der Song-Dynastie

Das System der chinesischen Beamtenprüfung (chinesisch 科舉 / 科举, Pinyin kējǔ) bildete im kaiserlichen China vom Jahr 606 bis 1905 einen Komplex von Wettbewerben, die dazu dienten, Kandidaten für öffentliche Funktionen auszuwählen. Die Prüfungen stellten den wichtigsten Weg zum sozialen Aufstieg und damit für die Angehörigen der gebildeten Stände ein zentrales Lebensziel dar. Aufgrund ihrer Leistungszentriertheit verliehen sie dem weitgehend absolutistisch geprägten Kaiserreich meritokratische Züge.

## Geschichte
Ursprünglich erfolgte die Auswahl der Beamten vorwiegend nach aristokratischen Gesichtspunkten, berücksichtigt wurden also die Abkömmlinge der Adelsfamilien. Erste Ansätze zur Einführung des Leistungsprinzips waren in der Han-Dynastie zu beobachten, die allerdings nicht von Dauer waren.
Endgültig etabliert wurde das Prüfungssystem schließlich in der Sui-Dynastie; 606 sollen der Überlieferung nach die ersten Examen abgehalten worden sein. Damals wie in der nachfolgenden Tang-Dynastie waren aristokratische Elemente aber weiterhin stark ausgeprägt: Zum einen schloss sich an das damals am Ende der Prüfungshierarchie stehende und seit 736 unter der Ägide des Ritenministeriums durchgeführte Hauptstadtexamen noch ein „Einstellungstest“ des Personalministeriums an, der statt des Wissens vielmehr traditionell „aristokratische“ Eigenschaften wie Auftreten, Erscheinungsbild und Redeweise abprüfte. Im Übrigen waren akademische Grade damals keineswegs der einzige oder auch nur wichtigste Weg zur Erlangung eines Beamtenpostens. Zahlreiche Kandidaten traten weiterhin durch Empfehlungen, persönliche Beziehungen und Ämterkauf in den Staatsdienst ein.
In der Song-Dynastie schaffte man den Einstellungstest ab und ersetzte ihn durch das – ebenfalls rein wissenszentrierte – Palastexamen. Erstmals wurde die Mehrzahl der Beamten über die Prüfungen ausgewählt, wenngleich die genannten alternativen Möglichkeiten in gewissem Umfang zu allen Zeiten weiterbestanden. Dem meritokratischen Prinzip wurde damit endgültig zum Durchbruch verholfen. Theoretisch konnte über das Examenssystem seit dem 11. Jahrhundert jeder Bauer zum höchsten Minister des Reiches aufsteigen. Im ständisch festgefügten Europa sollte es bis ins 19. Jahrhundert hinein dauern, bis sich bei der Besetzung öffentlicher Ämter ähnliche Grundsätze durchsetzen konnten.
In den folgenden Jahrhunderten wurde das Prüfungssystem weitgehend beibehalten, jedoch fortwährend modifiziert und weiterentwickelt. 1905 schaffte es die Regentin Cixi auf Druck der Reformkräfte ab.

## Zulassungsvoraussetzungen
Entsprechend dem patriarchalischen System des alten China wurden zu den Beamtenprüfungen nur Jungen beziehungsweise Männer zugelassen. Für die Zulassung kam es formal nicht auf die Klassen- oder Schichtzugehörigkeit des Kandidaten an. Faktisch brachten die für das Bestehen des Examens unerlässliche umfangreiche Vorbildung in aller Regel freilich nur die Söhne der höheren Stände mit. Auch konnten es sich nur wohlhabende Familien leisten, ihre Söhne für so lange Zeit von der Erwerbsarbeit freizustellen und obendrein die am Ende jeder bestandenen Examensrunde zu erwartenden Festmähler und Dankeszahlungen zu finanzieren.
Es bestand keine Altersbegrenzung. Erstmals angetreten wurde zwar in der Regel nach dem Abschluss der klassischen schulischen Ausbildung etwa im Alter von 15 Jahren. Wegen der enorm hohen Durchfallquoten und den damit verbundenen Wiederholungen befanden sich gleichwohl nicht selten vierzig- oder fünfzigjährige Männer unter den Kandidaten. In den unteren Examina wurden sie insofern diskriminiert, als ihnen teilweise schwerere Fragen gestellt und die Arbeiten strenger bewertet wurden. Beim Hauptstadt- bzw. Palastexamen hatten sie indes eher einen Bonus.
Im Übrigen musste der Kandidat lediglich nachweisen, dass seit drei Generationen niemand in seiner Familie einem „niederen Gewerbe“ (z. B. Bordellbetrieb) nachgegangen war, und er durfte sich nicht innerhalb einer von den Riten vorgeschriebenen Trauerzeit befinden. Bestimmte Gruppen (z. B. Behinderte, Kranke, Strafgefangene, Frauen, Mönche…) waren allerdings bereits im Vorhinein von den Prüfungen ausgeschlossen.

## Die Hierarchie der Prüfungen

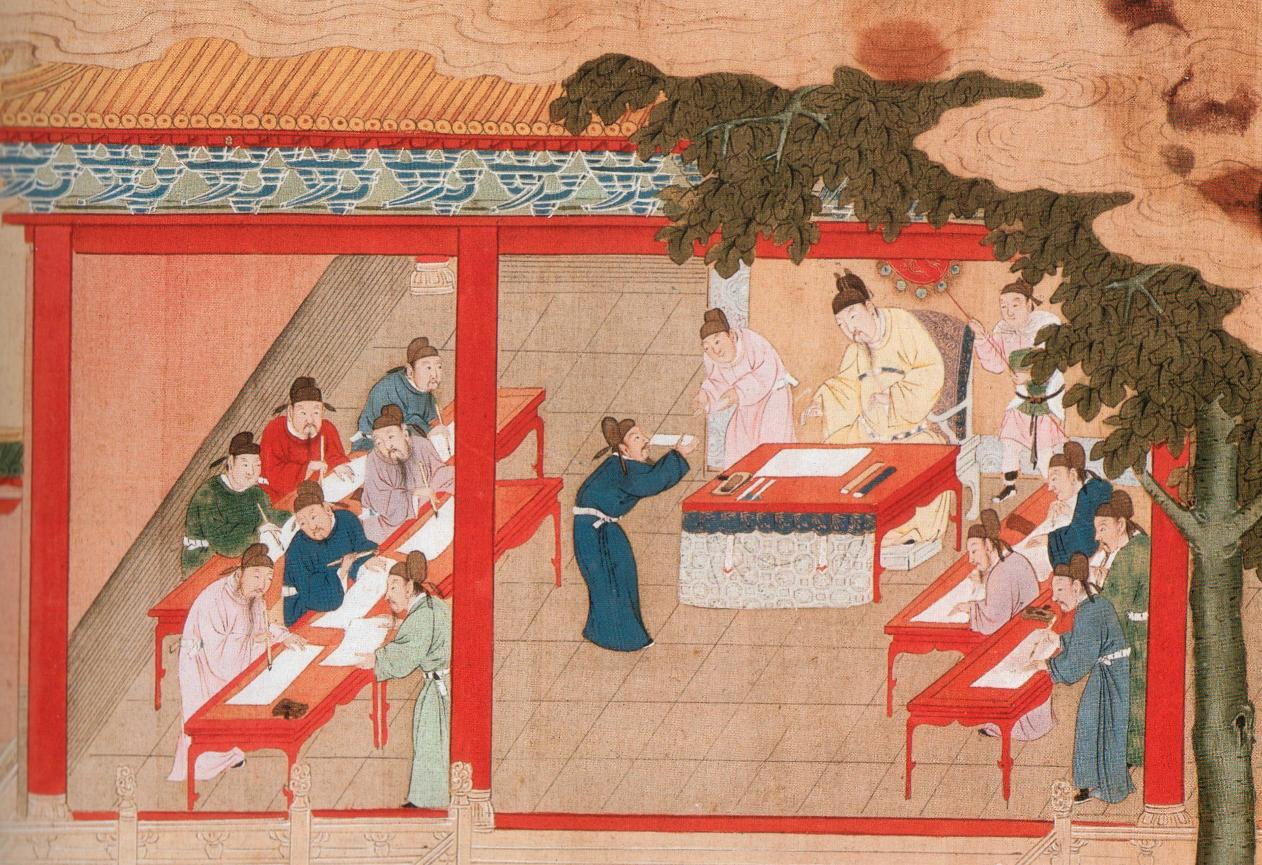
Höchste Stufe des Prüfungssystems: Das Palastexamen vor dem Kaiser

Die unterste Stufe des Systems der chinesischen Beamtenprüfung waren die auf lokaler Ebene stattfindenden Hochschulzugangsexamen (Bezirks-, Präfektur- und Qualifikationsexamen), die mit dem Erwerb des Lizenziatenstatus (秀才,  Xiùcaí – „hervorragendes Talent“ oder 生員 / 生员,  Shēngyuán – „Student“) endeten. Dieser berechtigte noch nicht zum Eintritt in den Beamtendienst, sondern lediglich zum Besuch einer Hochschule und der anschließenden Teilnahme an den höheren Prüfungen, nämlich dem Provinz-, Hauptstadt- und Palastexamen. Deren erfolgreiche Absolventen trugen die Titel Magister (舉人 / 举人,  Jǔrén) beziehungsweise Doktor (進士 / 进士,  Jìnshì).

### Die Hochschulzugangsexamina

#### Bezirksexamen
Die Bezirksexamina (縣試 / 县试,  xiànshì) wurden in zwei von jeweils drei Jahren reichsweit in sämtlichen Bezirken gleichzeitig abgehalten. Sie fanden in der Prüfungshalle der Bezirkshauptstadt statt und bestanden aus insgesamt fünf eintägigen Sitzungen, wobei der weitaus größte Teil der Kandidaten bereits in der ersten davon ausgesiebt wurde. Insgesamt bewegte sich die Erfolgsquote im Bezirksexamen meist im einstelligen Prozentbereich.

#### Präfekturexamen
Bei den in den Prüfungshallen der Präfekturhauptstädte stattfindenden Präfekturexamina (府試 / 府试,  fǔshì) traten die Kandidaten in nach Bezirken geordneten Gruppen an, die unterschiedliche Prüfungsaufgaben erhielten und getrennt bewertet wurden. Das Präfekturexamen bestand aus drei Prüfungstagen. Gewöhnlich wurde durch das Präfekturexamen die Zahl der erfolgreichen Absolventen des Bezirksexamens noch einmal halbiert.

#### Qualifikationsexamen
Das vier Tage umfassende Qualifikationsexamen (院試 / 院试,  yuànshì) als dritte und letzte Stufe der Hochschulzugangsprüfungen fand ebenfalls auf Präfekturebene statt. Die Leitung lag nicht beim Präfekten, sondern bei dem zu diesem Zweck turnusgemäß alle Präfekturen bereisenden Provinz-Studienleiter – einem der höchsten Beamten der Provinz, der gegenüber dem Gouverneur weitreichende Unabhängigkeit besaß und direkt dem Kaiserhof berichten durfte. Die Korrektur erfolgte durch den Provinz-Studienleiter höchstpersönlich, der von mindestens fünf oder sechs, bei größeren Präfekturen von mehr als zehn Sekretären unterstützt wurde. Seine persönlichen Ansichten und Vorstellungen hatten dabei auf die Bewertung großen Einfluss und prägten damit letztlich die kulturelle und literarische Entwicklung der jeweiligen Provinz. Die Zahl der Kandidaten wurde durch das Qualifikationsexamen noch einmal etwa halbiert, die erfolgreichen Kandidaten erhielten den Titel eines Lizentiaten (Xiùcaí oder Shēngyuán). Dieser berechtigte noch nicht zum Eintritt in den Beamtendienst, sondern in erster Linie nur zur Teilnahme an den höheren Examina. Außerdem war er mit bestimmten Privilegien verbunden. Lizentiaten durften etwa nicht zur Prügelstrafe verurteilt werden.
In der späten Qing-Dynastie wurde der Titel zunehmend aber auch gegen Geld verkauft; berüchtigt war insofern insbesondere der chronisch geldknappe Kaiser Daoguang. 1830 umfasste die Lizentiatenschicht mit circa einer Million Menschen etwa 0,3 % der chinesischen Gesamtbevölkerung; nach Schätzungen hatte ein Drittel der Träger des Titels diesen gekauft.

### Provinzexamen
Das Provinzexamen (鄉試 / 乡试,  Xiāngshì) fand nur alle drei Jahre statt und zwar im 8. Monat des Mondkalenders (entspricht etwa dem September) des Jahres der Ratte, des Hasen, des Pferdes und des Hahns. Daneben wurden zu besonderen Anlässen wie kaiserlichen Thronbesteigungen oder Jubiläen außerordentliche Provinzexamina abgehalten. Das Provinzexamen bestand aus nur drei Sitzungen, die sich jeweils über drei Tage hinzogen, während derer die Kandidaten in strengster Klausur in Einzelzellen zu arbeiten hatten.
Geleitet wurden sie seit der Yuan-Dynastie von eigens aus Peking entsandten hohen kaiserlichen Beamten, die – je nach Entfernung der jeweiligen Provinz – 20 bis 90 Tage unterwegs waren. Unterstützt wurden diese in ihrer Tätigkeit von 8 bis 18 regionalen Prüfungsbeamten.

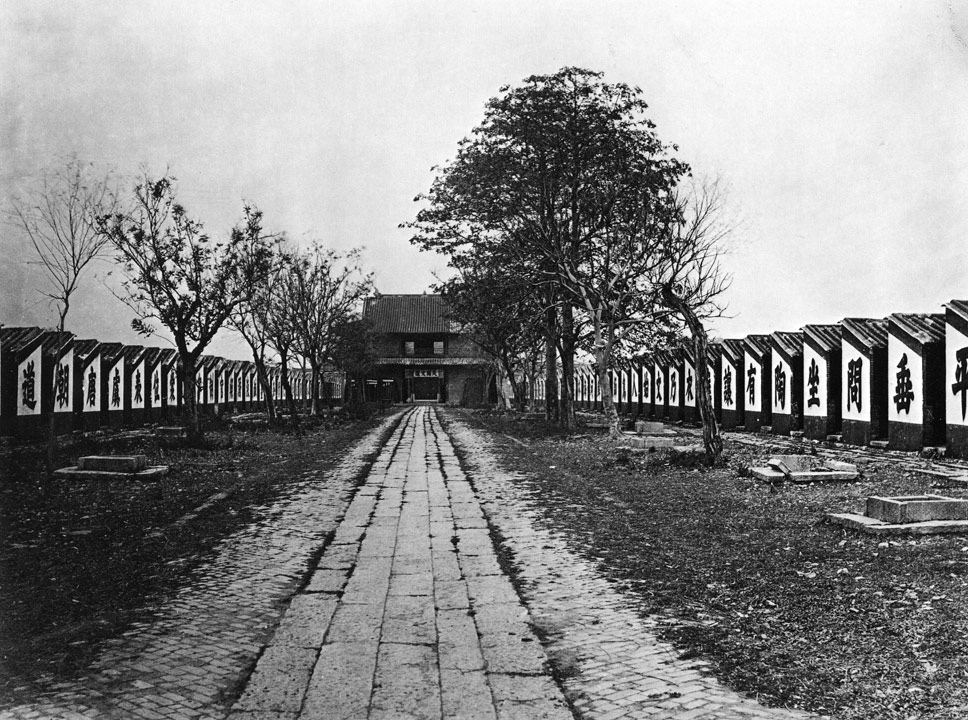
Prüfungszellen (ca. 7500 Stück) bei Guangdong um 1873

In den Provinzhauptstädten befanden sich eigens für die Examina angelegte riesige, mauerumwehrte Gelände von der Größe eines Stadtteils. Zugänglich waren diese nur über einen einzigen, streng bewachten Haupteingang, der aus einer Reihe aufeinanderfolgender Tore bestand. In der Mitte befand sich ein Zentralturm (Mingyuan Lou), von dem aus die obligatorischen Böllerschüsse und andere akustische Signale abgegeben wurden. Von den hiervon wegführenden Hauptalleen (Yongdao) zweigten wiederum zahlreiche schmale, endlos lange, mit Schriftzeichen gekennzeichnete Gassen (Haodong) ab, in denen sich dicht an dicht Tausende von nummerierten Prüfungszellen (考舍,  kǎoshè, 考房,  kǎofáng) aneinanderreihten. Die Zellen waren durch Seitenwände voneinander getrennt und bestanden lediglich aus drei beweglichen Brettern, die den Kandidaten als Sitz, Pult und Regal dienten. Türen gab es keine. Weiter befand sich auf dem Prüfungsgelände ein abermals für sich ummauerter Prüferbezirk, der in ihrerseits streng separierte Bereiche für die Aufsichtsbeamten und die Prüfer unterteilt war.
Die Zahl der erfolgreichen Kandidaten war für jede Provinz fest vorgegeben. Sie lag zwischen 40 und 90 und damit bestenfalls bei einem Prozent der angetretenen Kandidaten. Das so zur Verfügung stehende Kontingent wurde mit den Kandidaten entsprechend den erzielten Durchschnittsnoten aufgefüllt. Insbesondere die reichen und kulturell führenden Provinzen Jiangsu oder Zhejiang hatten in aller Regel eine weitaus höhere Zahl begabter junger Männer zu bieten, als die der Provinz zustehende Quote widerspiegelte. Das strikte Festhalten an den Quoten ermöglichte es der Pekinger Zentralgewalt gerade, den Einfluss des selbstbewussten Adels am unteren Yangzi zu begrenzen.
Schließlich wurden die Arbeiten der erfolgreichen Kandidaten einer vierzigköpfigen Kommission des Ritenministeriums in Peking vorgelegt, die im Einzelfall ein Veto gegen das Bestehen des Betreffenden einlegen konnte. Die im Provinzexamen erfolgreichen Kandidaten erwarben den Titel eines Magister (Jǔrén, 舉人 / 举人), der nicht nur zur Teilnahme am Hauptstadtexamen, sondern bereits zur Bekleidung bestimmter subalterner Beamtenposten berechtigte. Daneben gab es noch „Trostpreise“ (Fupang) für die nächstbesten 8–18 Kandidaten, die eine Reihe Privilegien mit sich brachten.

### Hauptstadtexamen
Das Hauptstadtexamen (會試 / 会试,  Huìshì) fand ebenfalls alle drei Jahre statt, dies war im 3. Monat des auf das Provinzexamen folgenden Jahres, also im Jahr des Büffels, Drachen, Schafes und Hundes. Prüfungsort war seit der Yuan-Dynastie die zentrale Examenshalle in Peking. Es bestand ebenfalls aus drei mehrtägigen Sitzungen und wurde vom Minister für Riten geleitet, der von 22 Prüfern unterstützt wurde. Die besten zehn Arbeiten wurden dem Kaiser zur Sichtung vorgelegt.
Anders als im Provinzexamen gab es im Hauptstadtexamen keine festen Kontingente für erfolgreiche Kandidaten. Gemessen wurde vielmehr an absoluten Qualitätsmaßstäben – wobei deren Höhe je nach aktuellem Bedarf an Beamten variieren konnte. In der frühen Qing-Zeit bestanden bisweilen bis zu 400 Kandidaten, unter Kaiser Kangxi waren es etwa 150. Später führte man in gewissem Umfang Provinzquoten ein. Älteren Kandidaten, die schon viele Male zum Hauptstadtexamen angetreten waren, räumte man einen Bonus ein und senkte für sie die Messlatte ein wenig ab.
Ursprünglich, in der Tang-Dynastie, schloss das Hauptstadtexamen die Prüfungsfolge ab; die Kandidaten erhielten den Doktortitel (進士 / 进士,  Jìnshì) und konnten in den Beamtendienst eintreten. Nach Einführung des noch höherrangigen Palastexamens brachte das Hauptstadtexamen den hierin erfolgreichen Juren weder zusätzliche Titel noch Rechte ein, sondern erlaubte ihnen lediglich die Teilnahme am Palastexamen – seit Kaiser Qianlong auch dies nur noch nach Bestehen einer weiteren, vergleichsweise einfachen Zwischenprüfung.

### Palastexamen
Das Palastexamen (宮試 / 宫试,  Gōngshì) wurde erst vom ersten Song-Kaiser Taizu eingeführt. Es löste ein noch in der Tang-Zeit gebräuchliches Einstellungsverfahren ab, das nach Abschluss des Hauptstadtexamens die angehenden Beamten einem „praktischen“ Tauglichkeitstest unterzogen hatte, mit dem Erscheinungsbild, Auftreten, Redeweise, Handschrift und Urteilsvermögen geprüft wurden.
Taizu war es ein Dorn im Auge, dass das Einstellungsverfahren in der Hand des Personalministeriums und damit der dort traditionell dominanten Adelsclique lag. Durch die Ersetzung dieses Verfahrens durch das Palastexamen wollte er einerseits seinen Einfluss als Kaiser auf das Examenswesen stärken und sich gleichzeitig die Loyalität der höchsten Beamten sichern. Formell bestand das Einstellungsverfahren zwar weiter, geriet aber angesichts des Palastexamens zunehmend zur leeren Formalie. Gegen Ende der Qing-Zeit ließ das Engagement der Kaiser im Palastexamen spürbar nach.
Das Palastexamen fand seinem Namen entsprechend im Kaiserpalast zu Peking statt und wurde vom Himmelssohn persönlich geleitet. Unterstützt wurde er von acht hohen Hofbeamten, die die Arbeiten aber nur lasen und dem Kaiser Entscheidungsvorschläge unterbreiteten. Die Bewertung erfolgte einzig und allein durch den Kaiser selbst.

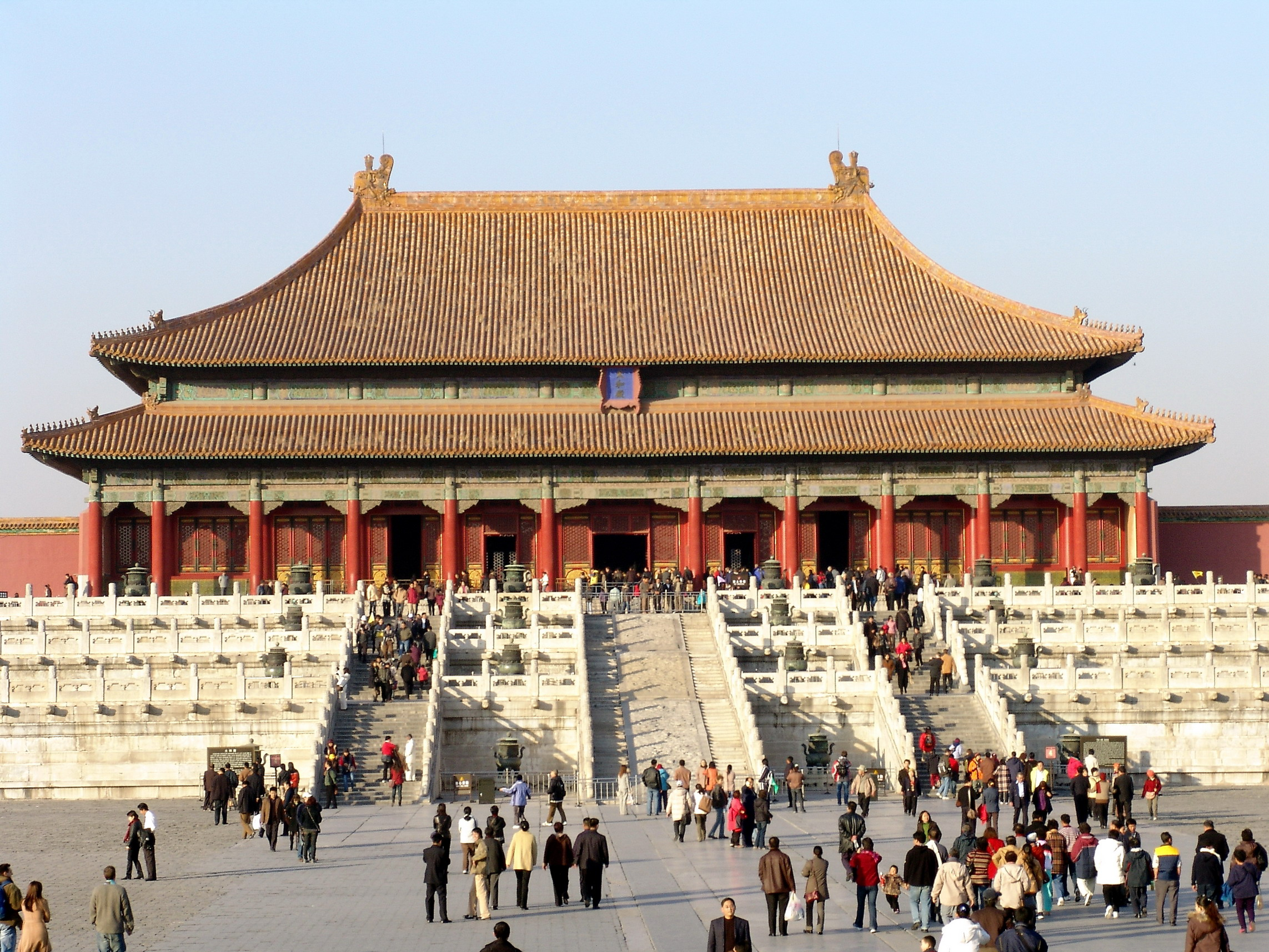
Halle der Höchsten Harmonie im Kaiserpalast

Nach Abschluss der in der Halle der Höchsten Harmonie abgehaltenen Prüfung versammelte der Kaiser die ihn unterstützenden Hofbeamten in der Wenhua-Halle. Die Arbeiten wurden reihum unter den „Lesern“ herumgereicht, die sie mit einem der folgenden Zeichen versahen: Leerkreis (100 %), Vollkreis (80 %), Dreieck (60 %), Linie (40 %) oder Kreuz (20 %). Zuletzt wurden die besten zehn Arbeiten dem Kaiser vorgelegt, der jeweils ein Endvotum abgab und eine Reihung vornahm. Anders als alle anderen Prüfer im kaiserlichen Examenssystem war der Himmelssohn selbst an keinerlei Weisung oder Vorgabe gebunden und in seinen Entscheidungen vollkommen frei. So kam es etwa durchaus vor, dass Kaiser Qianlong für das Palastexamen 1761 einen kaum des Lesens und Schreibens kundigen Offizier zum Prüfer bestellte. Ein anderes Mal vertauschte er willkürlich die Positionen des erst- und des drittplatzierten Kandidaten allein deshalb, weil letzterer aus der Provinz Henan stammte, der er wegen erbrachter Sonderopfer einen Gefallen schuldig war.
Mit Bestehen des Palastexamens erhielten die Kandidaten den akademischen Grad eines Jinshi (進士 / 进士 – „Doktor“), der zur Berufung auch in höhere Beamtenränge berechtigte. Er existierte in den drei Abstufungen:
- 進士及第 / 进士及第,  jìnshì jídì,  chinshih chiti (Jinshi Jidi),
- 進士出身 / 进士出身,  jìnshì chūshēn (Jinshi Chushen) und
- 同進士出身 / 同进士出身,  tóng jìnshì chūshēn (Tong Jinshi Chushen)

Die drei bestplatzierten Absolventen erhielten die Titel
- 狀元 / 状元,  zhuàngyuán (Zhuangyuan)
- 榜眼,  bǎngyǎn (Bangyan)
- 探花,  tànhuā (Tanhua)

Für die Ming- und Qing-Zeit wird davon ausgegangen, dass lediglich jeder dreißigste zum Hauptstadt- und Palastexamen angetretene Juren – und damit jeder dreitausendste Lizentiat – den Jinshi-Grad erlangte.

### Die Sonderexamina
Außerhalb der offiziellen Prüfungshierarchie standen die Sonderexamina. Zu allen Zeiten hielten sich fähige und talentierte Männer aus den unterschiedlichsten Gründen von den kaiserlichen Prüfungen wie dem Beamtenwesen fern. Viele zogen sich physisch in Wälder, Gebirgstäler oder entlegene Landstriche zurück. Die Gründe hierfür lagen teilweise in einer weltabgewandten, häufig daoistisch oder buddhistisch geprägten Lebenshaltung, in einer – besonders nach Dynastiewechseln zu beobachtenden – extremen Unzufriedenheit mit den herrschenden politischen Verhältnissen, manchmal aber auch schlicht daran, dass die Betreffenden in ihrer Jugend wegen Armut, Krieg o. ä. auf eine formelle Ausbildung verzichten mussten, sich später aber nicht mehr der Konkurrenz mit erheblich lebensjüngeren Männern stellen wollten.
Um das auf diese Weise brach liegende Begabungspotential politisch nutzen zu können, führten viele Kaiser sogenannte Sonderexamina durch, die den Kandidaten den Zugang zur Beamtenlaufbahn auf vereinfachtem Weg ermöglichten. In der Tang- und Song-Dynastie gab es etwa Examina „für Männer in ferner Abgeschiedenheit“ oder solche für „die, die sich Berg und Wald verstecken“. In der frühen Qing-Zeit versuchte man die gegenüber dem neuen Regime wenig loyalen Anhänger der verflossenen Ming-Dynastie mit dem Examen „für große Gelehrte von außerordentlicher Bildung“ zu gewinnen; das erste fand 1678 unter Kaiser Kangxi statt. Die erfolgreichen Absolventen der Sonderexamina wurden freilich von ihren aus dem regulären Prüfungssystem hervorgegangenen Kollegen bestenfalls belächelt, häufig aber auch in einer Mischung aus Hochmut und Neid schikaniert.

## Prüfungsstoff

### Inhaltlich

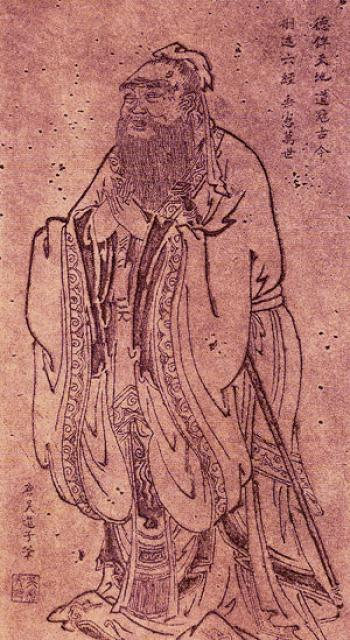
Zentraler Bestandteil aller Prüfungen: die Schriften des Konfuzius

Auf allen Stufen des zivilen Examenssystems wurde seit der Song-Zeit von den Kandidaten die Erstellung von Aufsätzen zu Themen aus den Vier Büchern (Daxue 大學 – Das Große Lernen, Lunyu 論語 – Die Analekten des Konfuzius, Zhongyong 中庸 – Mitte und Maß und Mengzi 孟子 Buch des Menzius) sowie den Fünf Klassikern (Buch der Wandlungen, Buch der Lieder, Buch der Riten, Buch der Urkunden, Frühlings- und Herbstannalen) verlangt. Diese insgesamt 431.000 Zeichen umfassenden Werke
hatten sie als Schüler komplett auswendig gelernt. 1738 musste etwa der Satz des Konfuzius aus dem Lunyu „Sei gewissenhaft in Deinem Verhalten und nur im Umgang mit dem Volk nachsichtig“ erörtert werden.
Weiter hatten die Kandidaten Gedichte zu vorgegebenen Themen und nach vorgegebenem Versmaß abzufassen. Mit zunehmendem Rang der Prüfung innerhalb der Hierarchie gewann auch die Anfertigung von Aufsätzen zu geschichtlichen oder politischen Themen oder Problemen an Gewicht. Bisweilen wurden diese dazu benutzt, die Loyalität der Kandidaten gegenüber der herrschenden Qing-Dynastie zu testen. Der kunstsinnige Song-Kaiser Huizong führte vorübergehend beim Palastexamen zusätzliche Malwettbewerbe ein.
Bei den Hochschulzugangsexamina waren insbesondere die Fragen zu den Klassikern zur Verhinderung rein reproduktiver Antworten auf der Basis auswendig gelernter Musterlösungen meist umständlich, ungewöhnlich oder gar irreführend formuliert; die Prüfer entwickelten regelrechten Ehrgeiz, eine möglichst große Zahl von Kandidaten auf diese Weise „auszutricksen“. Umgekehrt waren die Aufgabensteller der Provinzexamina dafür berüchtigt, häufig zu anspruchslose Fragen zu stellen, die die gewünschte Antwort bereits implizierten.
Bei den Hochschulzugangsexamina hatten die Kandidaten überdies auswendig eines der 16 Kapitel des Shenglun Kuangxun niederzuschreiben. Hierbei handelt es sich um eine Schrift über Erziehungs- und Bildungsfragen aus der Feder des Kaisers Yongzheng. Deshalb war das Kapitel originalgetreu und ohne ein einziges falsches Schriftzeichen niederzuschreiben. Eine Ausnahme galt für Schriftzeichen, die im Namen eines der Kaiser der regierenden Dynastie vorkamen: Für diese bestand ein Namenstabu und sie waren aus Gründen der Ehrfurcht durch lautgleiche Zeichen zu substituieren. Ein Verstoß gegen diese beiden Regeln wurde als Majestätsbeleidigung gewertet und hatte, ungeachtet aller früheren Leistungen und Erfolge des Prüflings, seinen Ausschluss aus der Prüfung und gegebenenfalls die Sperrung für eine Anzahl weiterer Termine zur Folge.
Beim Qualifikationsexamen mussten die Kandidaten zur Kontrolle ihrer Identität am 3. Tag noch einmal auswendig die ersten Zeilen ihres Aufsatzes vom 1. Tag niederschreiben.

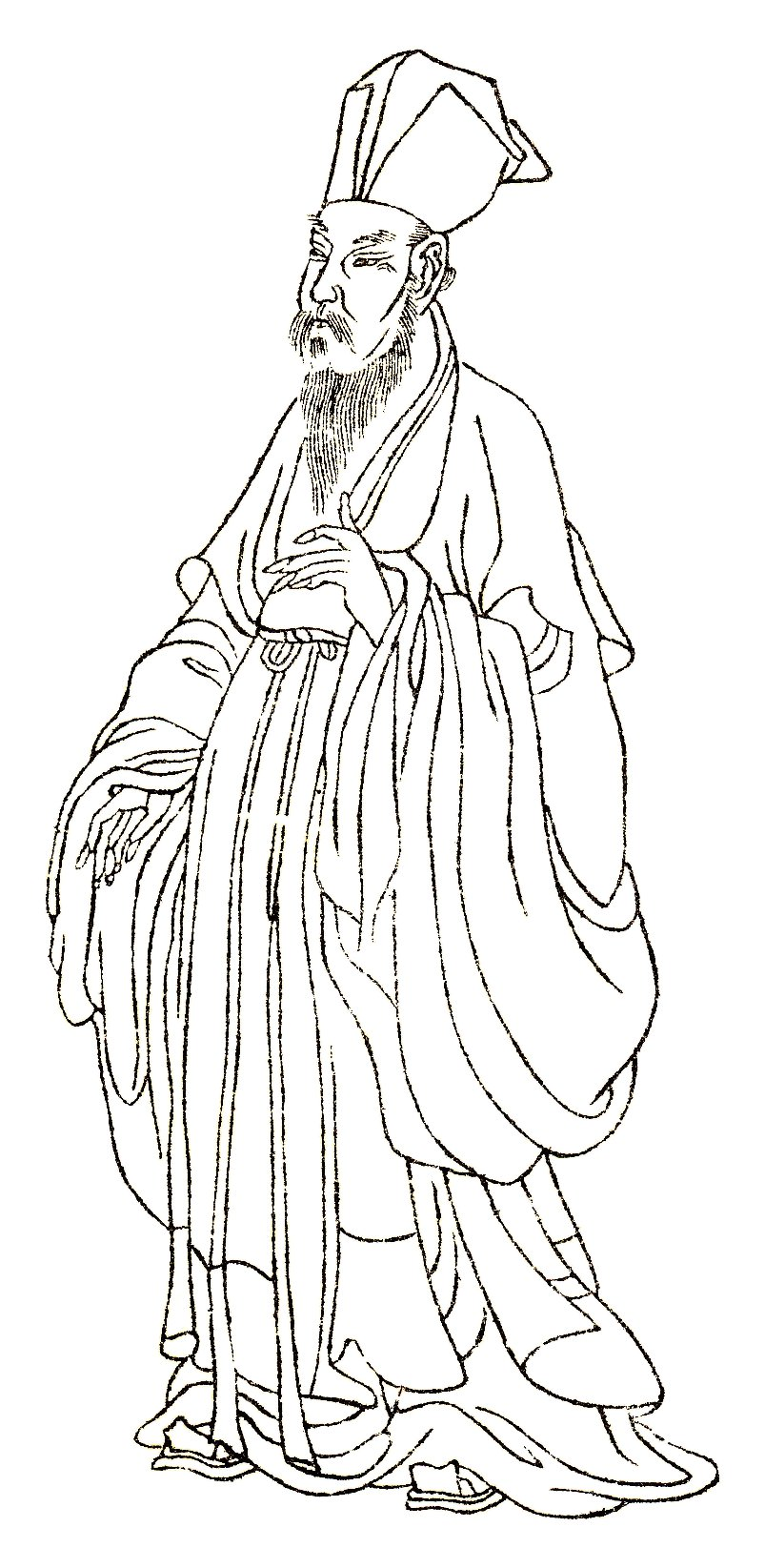
Examenskritiker Wang Anshi

Die Kritik an den Inhalten der chinesischen Beamtenexamina ist beinahe so alt wie die Examina selbst. Besonders pointiert herausgearbeitet hat sie der – auch sonst für seinen kritischen Geist bekannte – Song-Gelehrte und Politiker Wang Anshi in seinem berühmten Memorandum der Zehntausend Worte aus dem Jahr 1058. Mit den Examen würden einseitig die detaillierte Kenntnis der Klassiker sowie bestimmte stilistische Fertigkeiten abgeprüft. Sie bereiteten insofern nur sehr unzureichend auf die tatsächlichen Erfordernisse des Beamtendienstes vor. Ferner bilde das Examenssystem ausschließlich Generalisten heran, während die vielfältigen Aufgaben der Staatsverwaltung vielmehr auch Spezialisten etwa für Finanzen, Landwirtschaft oder Wegebau benötigten.
Gleichwohl blieben die Prüfungsinhalte weitere acht Jahrhunderte lang weitgehend unangetastet; erst gegen Ende der Qing-Dynastie erstarkte, nicht zuletzt unter ausländischem Einfluss, erneut die Kritik – was nach zaghaften Reformversuchen unter Kaiser Guangxu schließlich 1905 zur Abschaffung der Examina führen sollte.

### Formell
Auf allen Prüfungsebenen wurde extrem hoher Wert auf die Einhaltung von Formalien gelegt. So waren vor allem die Gedichte, aber auch die Aufsätze und Prosastücke nach bestimmten Reim- und Versmaßgesetzen zu fertigen, wobei keinerlei Kompromisse geduldet wurden. Am stärksten formalisiert war der 1487 von den Ming eingeführte achtgliedrige Aufsatz (ba gu wenzhang), der die antithetische Bearbeitung des Themas in acht Kapiteln zu 700 Zeichen erforderte.
Die Schriftzeichen hatten grundsätzlich im Quadratstil geschrieben zu werden, bei denen die Striche ein gedachtes Viereck ausfüllen – so dass die Zeichen wie gedruckt aussahen. Korrekturen oder Flecken waren nicht erlaubt; die am Ende abzugebende Reinschrift hatte makellos zu sein.
Großes Ungemach litten die Kandidaten insofern beim Provinzexamen. In den offenen, nur durch einen Vorhang vor den Unbilden des Herbstwetters geschützten Zellen drohten die Reinschriften stets vom Wind zerzaust oder auf die Erde geweht oder vom Regen durchnässt zu werden – wovor sie die Verfasser oft genug nur unter Einsatz des eigenen Körpers und ihrer Gesundheit zu schützen wussten. Auch plagte die Prüflinge stets die Sorge, die in den Abendstunden erforderlichen Kerzen könnten umfallen und Brandflecken verursachen.
Bei der Abgabe wurden die Arbeiten bereits von den Aufsichtsbeamten auf formale Mängel wie ausgeschnittene falsche Schriftzeichen, freigelassene Felder, übersprungene Seitenteile oder dergleichen überprüft, die gegebenenfalls unweigerlich zum Ausschluss des Kandidaten führten.

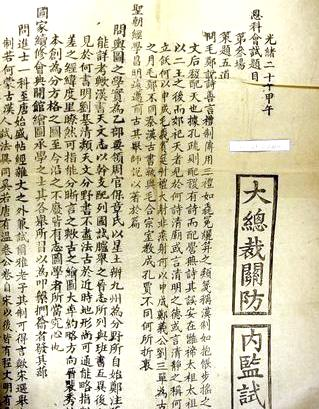
Prüfungsfrage beim Hauptstadtexamen 1894

Besonders streng waren die formalen Anforderungen beim abschließenden Palastexamen: Angesichts der Leitung durch den Kaiser unterlagen sowohl die im Stil von Palastschriften abgefassten Fragen als auch die Antworten der Kandidaten streng definierten Formulierungsvorschriften.

Die Fragen huben gewöhnlich mit den Worten an: 

„Ihr Juren habt Eure Talente in zahlreichen Examina unter Beweis gestellt und nun, im Angesichte des Palastexamens, seid ihr im Begriff, den Versuch zu unternehmen, meine Fragen zu beantworten. Ich bin der Sohn des Himmels und habe den Auftrag, das Reich zu regieren. Tag und Nacht zerbreche ich mir den Kopf, damit die Bürger in Frieden leben können. Glücklicherweise habe ich die Möglichkeit, Fragen an Euch Juren zu stellen und ich wünsche Eure wohlerwogene Ansicht zu Folgendem zu hören: […] Drückt Euch bei dieser vorzüglichen Gelegenheit frei und offen aus und habt keine Furcht vor niemandem. Habt ihr Vorbehalte, seid ihr ängstlich, schreibt ihr nicht vollständig nieder, was ihr denkt, oder versucht ihr Euch Eurer Verantwortung durch plumpe, unaufrichtige Schmeichelei zu entziehen, so tut Ihr nicht meinen Willen.“

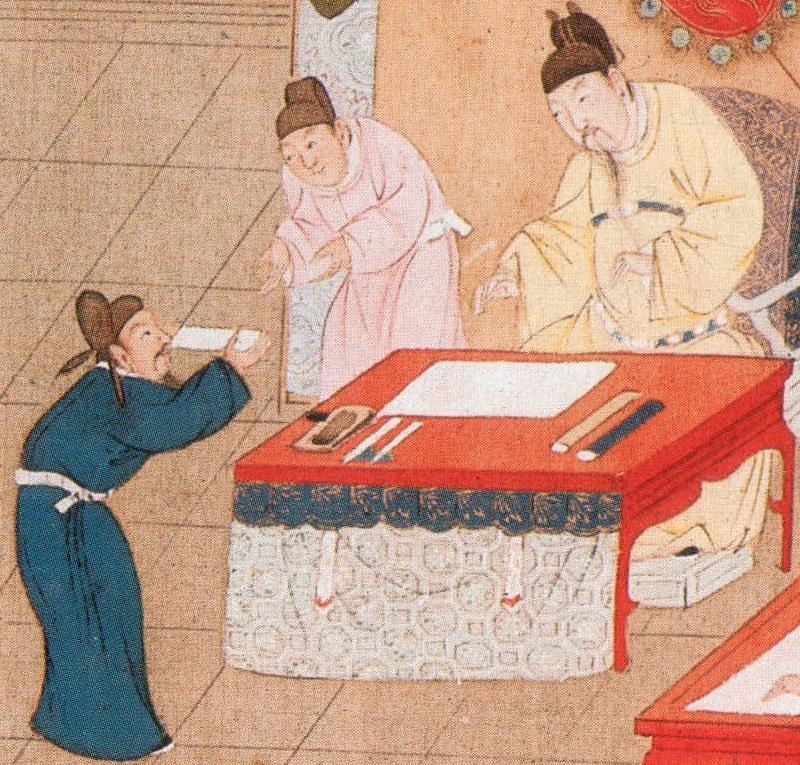
Palastexamen: Der Kaiser nimmt persönlich eine Prüfungsarbeit entgegen

Dementsprechend devot hatten die Antworten der Kandidaten zu beginnen, etwa so: 

„Euer ergebener Diener antwortet auf Eure Frage; Euer ergebener Diener hat gehört. Ohne Unterlass widmet sich Eure Majestät den Staatsgeschäften, und umso glücklicher und dankbarer bin ich, dass Ihr Euch gleichwohl trotz Eurer Arbeitslast die Zeit nehmt, die Meinung selbst eines so Unerfahrenen wie Eures Dieners über Recht und Unrecht vergangenen wie gegenwärtigen Wirkens der Regierung einzuholen.“

Soweit eine Seite den Namen des Kaisers enthielt, war dieser in den eigens hierfür freigelassenen ersten beiden Zeichenfeldern zu wiederholen. Wörter, die sich auf den Kaiser, seine Angehörigen, seine Eigenschaften oder Besitztümer beziehen, waren gegenüber der Schriftzeile etwas erhöht zu schreiben; Erwähnungen der eigenen Ahnen des Kandidaten dagegen noch höher. Umgekehrt waren Dinge, die sich auf den Kandidaten selbst bezogen, etwas nach unten zu rücken. Insgesamt hatte die Antwort mindestens 1000 Schriftzeichen zu umfassen und wurde bei Unterschreitung dieser Grenze nicht angenommen.

Zu schließen hatte das Elaborat mit den Worten: 

„Ich, Euer ergebener Diener, ein hergelaufener und oberflächlicher Schüler habe es, nicht wissend, wo ich mich befand, gewagt, meinen eigenen Standpunkt darzustellen und schäme mich so, Eure Majestät beleidigt zu haben, dass ich nicht weiß, wo ich mich verkriechen soll. Ehrfurchtsvoll reiche ich meine Antwort ein.“

## Kontrolle
Angesichts der extremen Schwere der Examina und der hohen Durchfallquoten versuchten zahlreiche Kandidaten, ihr Ziel mit unlauteren Mitteln wie Täuschung, Gebrauch unerlaubter Hilfsmittel, Mauschelei oder Bestechung zu erreichen. Schon früh etablierte der Hof hiergegen rigorose Sicherheitsvorkehrungen. Verstöße gegen die diesbezüglichen Vorschriften wurden beim Kandidaten, dem Aufsichtspersonal wie den Prüfern gleichermaßen streng geahndet. Kleinere Verstöße konnten freilich schlimmstenfalls zum Ausschluss von der Prüfung oder zu einer Sperre für weitere Termine führen. Beim Qualifikationsexamen etwa gab es hierfür ein ausgeklügeltes Strafpunkte-System:
Während der Prüfung selbst befand sich am Platz jedes Kandidaten ein Vordruck mit drei leeren Feldern, die bei Verstößen gegen die Prüfungsordnung mit einem entsprechenden Siegel abgestempelt wurden. Bei drei Siegelabdrücken wurde der Kandidat von der Prüfung ausgeschlossen. Aber auch nur ein Siegel brachte dem Betreffenden bei der Korrektur der Arbeiten in aller Regel beträchtliche Minuspunkte, die nur schwer durch die übrige Leistung wieder auszugleichen waren. Als Ordnungsverstöße galten: Mehr als einmaliges Verlassen des Platzes, Austausch von Papieren, Fallenlassen von Papieren, Sprechen, in der Gegend Herumsehen, Wechsel des Sitzplatzes, Zuwiderhandlungen gegen die Weisungen des Aufsichtspersonals, Verletzung von „Vorschriften“, Summen (etwa zur Überprüfung des Versmaßes bei zu verfassenden Gedichten), Abgabe unvollständiger Arbeiten. Weitere erhebliche Punktabzüge gab es, wenn die Schriftzeichen nicht dem vorgeschriebenen „Quadrat-Stil“ entsprachen, wonach sie perfekt ein gedachtes Quadrat auszufüllen hatten.
Schwerere Vergehen wie Bestechung oder Begünstigung hatten für den Prüfer in aller Regel den Verlust seines Beamtenpostens zur Folge. Prüfer wie Kandidaten konnten überdies mit Verbannung oder gar dem Tod bestraft werden. 1858 etwa erschütterte ein Skandal die Qing-Dynastie, als ein gewisser Lo Hung-I die Prüfer durch Bestechung dazu brachte, eine für jedermann erkennbar gegen zwingende Formvorschriften verstoßende Prüfungsarbeit gleichwohl passieren zu lassen. Die Affäre endete mit mehreren Todesurteilen.

### Vorkehrungen gegen unerlaubte Hilfsmittel
Auf allen Prüfungsstufen begannen die Prüfungstage beziehungsweise -sitzungen mit peinlichsten Leibesvisitationen bei den Kandidaten sowie mit der Durchsuchung der mitgebrachten Sachen. Bei den Hochschulzugangsexamina durften die Prüflinge neben ihrer Kleidung lediglich Tusche, Pinsel, Reibstein, Wasserglas sowie etwas zu essen mitnehmen. Bei den mehrtägige Prüfungssitzungen umfassenden Provinzexamina waren ferner Bettzeug, Vorhänge für die offenen Prüfungszellen, Nachttöpfe sowie Leuchtmittel erlaubt. Unter keinen Umständen durfte in irgendeiner Weise mit Schriftzeichen versehenes Papier mitgeführt werden. Auch Geld war strikt unzulässig, da es potentiell zu Bestechungszwecken verwendet werden konnte. Großer Beliebtheit erfreuten sich bei den Prüflingen sogenannte „Spickjacken“ – Gewänder, deren Streifenmuster aus den mikroskopisch verkleinerten Schriftzeichen der Klassiker bestanden.
Fanden die Aufsichtsbeamten etwas Verbotenes, erhielt der betreffende Aufseher eine Prämie, während der Kandidat von der Prüfung ausgeschlossen wurde. Bei den Provinzexamina wurden die Kandidaten und ihr Gepäck gar von vier Soldaten gleichzeitig durchsucht, die für das Auffinden unerlaubter Gegenstände eine Prämie von drei Silberunzen erhielten und deshalb angeblich nicht einmal davor zurückschreckten, mitgebrachte Hefeklöße anzuschneiden und die enthaltene Bohnenpaste zu untersuchen. Sicherheitshalber wurde die Durchsuchung am zweiten Tor von weiteren Soldaten wiederholt, wobei nunmehr entdeckte Nachlässigkeiten des ersten Trupps für diesen drakonische Konsequenzen hatten. Die zeitraubenden Untersuchungen nahmen den gesamten ersten der insgesamt drei Prüfungstage jeder Sitzung in Anspruch, so dass mit den eigentlichen Aufgaben erst am Morgen des zweiten Tages begonnen werden konnte. Trotz allen Aufwands sollen zeitweise so viele komplette Bücher unbemerkt eingeschmuggelt worden sein, dass man eine Buchhandlung damit hätte ausstatten können.
Bei den Hochschulzugangsexamina händigte man den Kandidaten amtliche, linierte Prüfungsbogen aus. Bei den Provinzexamina durften sie zwar ihr eigenes Papier mitbringen. Dieses wurde aber zu Beginn mit amtlichen Siegeln versehen, ohne die die betreffende Arbeit später nicht entgegengenommen wurde.

### Vorkehrungen gegen Hilfestellung durch Dritte
Auf sämtlichen Stufen fanden die Prüfungen unter strengster Klausur auf einem hermetisch abgeriegelten Gelände statt. Das Tor wurde verschlossen und versiegelt. Jegliche Kommunikation der Prüflinge wie der Prüfer mit der Außenwelt war unterbunden.
Ein Problem stellte das Abschreiben dar: Wenn sich zwei Arbeiten zu sehr glichen, vermuteten die Prüfer entweder ein Abschreiben der Kandidaten voneinander oder die Benutzung verbotener Musterlösungssammlungen und bewerteten beide Arbeiten mit ungenügend. In gewissen Abständen wurden die Prüfungsarbeiten mit „Zeitstempeln“ versehen. Wer einen unproportional hohen Anteil der Lösung nach diesem Zeitpunkt niederschrieb, sah sich automatisch des Verdachts des Abschreibens ausgesetzt. Beim Provinzexamen wurden die Kandidaten überdies ständig von über das gesamte Gelände verteilten Wachtürmen aus beaufsichtigt.
Eine große Gefahr drohte von Kandidaten, die sich in den Prüfungen von anderen, erfahrenen Personen vertreten ließen. Zu Beginn der Hochschulzugangsprüfungen wurden die Kandidaten deshalb namentlich aufgerufen, hatten einzeln vorzutreten und ihre Identität durch mitgebrachte Bürgen bestätigen zu lassen. Soweit diese erfolgreich manipuliert wurden, konnte der Verstoß allenfalls noch durch Indiskretionen oder Schriftvergleich entdeckt werden, wurde dann aber umso härter bestraft.

### Vorkehrungen gegen Begünstigung bei der Korrektur
Zahlreiche Schutzmaßnahmen dienten der Verhinderung der Begünstigung einzelner Kandidaten durch die Prüfer bei der Korrektur. So hatten diese bereits auf der Stufe der Hochschulzugangsexamina die Arbeiten in mehrtägiger strengster Klausur zu bewerten.
Auch waren die Arbeiten nicht mit dem Namen der Kandidaten, sondern lediglich ihren Platzziffern gekennzeichnet.

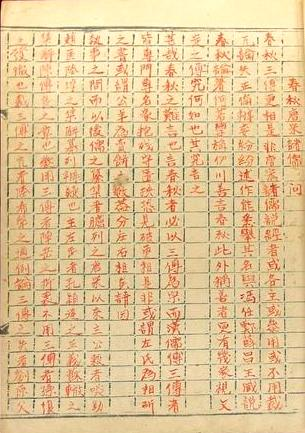
Rotkopie einer Examensarbeit, Qing-Dynastie

Besonders genau nahm man es mit der Verhinderung von Begünstigungen beim Provinzexamen: So gab der Hof die Identität der von ihm entsandten Prüfungsleiter jeweils erst im letzten Moment bekannt; auch durften die Prüfer nicht einmal von den mit den Prüflingen in Kontakt kommenden Aufsichtsbeamten aufgesucht werden; sie lebten mit diesen gemeinsam, aber durch einen Bach getrennt im ummauerten Prüferbezirk. Zum anderen wurden den Prüfern, damit sie einzelne Kandidaten nicht an der Schrift erkennen konnten, nicht die in schwarzer Tinte geschriebenen Originale vorgelegt. Vielmehr ließ man zunächst sämtliche Arbeiten von Schreibern kopieren, die hierbei zinnoberrote Tinte zu verwenden hatten. Dann wurden beide Fassungen noch einmal Kontrolllesern vorgelegt, die etwaige Unstimmigkeiten aufzudecken und in gelber Tinte zu vermerken hatten. Während die Originale von den Aufsichtsbeamten einbehalten wurden, legte man den Prüfern lediglich die zinnoberroten Kopien vor. Zuerst wurde eine Vorsichtung durch die Koprüfer vorgenommen, die ihre Kommentare in blauer Farbe anbrachten und zunächst die Arbeiten mit den Prädikaten „verdienstlos“, „mittelmäßig“ und „empfohlen“ versahen. Lediglich die letztgenannte Gruppe wurde dann den Hauptprüfern vorgelegt, die die endgültige Bewertung in schwarzer Schrift vornahmen. Zuletzt wurden die korrigierten Kopien wieder mit den Originalen abgeglichen.
Trotz all dieser Vorsichtsmaßregeln blieb immer noch eine ganze Reihe von Möglichkeiten, wie Prüfer bestimmte Kandidaten erkennen und begünstigen konnten. So konnte sich der Kandidat etwa durch ein bestimmtes Zeichen in einer bestimmten vorher vereinbarten Zeile und Position der Prüfungsarbeit zu erkennen geben. Korruption war allenthalben an der Tagesordnung und auch vielfach Gesprächsthema.

## Äußere Umstände
Auch abgesehen von den Kontrollen war die Zeit des Examens für die Kandidaten sehr hart und voller Unbilden. Nach einem bekannten Ausspruch brauchte man zum Überstehen der Examina die Willenskraft eines Drachenpferdes, die Physis eines Maultiers, die Unempfindlichkeit eines Holzwurms und die Ausdauer eines Kamels.
Vergleichsweise komfortabel hatten es noch die Kandidaten der Hochschulzugangsexamina. Zwar verlangten auch ihnen die mehrtägigen Prüfungen unter strengster Aufsicht und die damit verbundenen zahlreichen Schikanen eine Menge Energie ab. Bereits um vier Uhr morgens wurden sie von Böllerschüssen aus dem Bett geholt, um pünktlich um sieben Uhr zur Prüfung antreten zu können. Immerhin aber fanden die Prüfungen in geschlossenen Hallen der Bezirks- oder Präfekturverwaltung statt. Auch durften die Kandidaten am Ende jedes Prüfungstages nach Hause gehen.

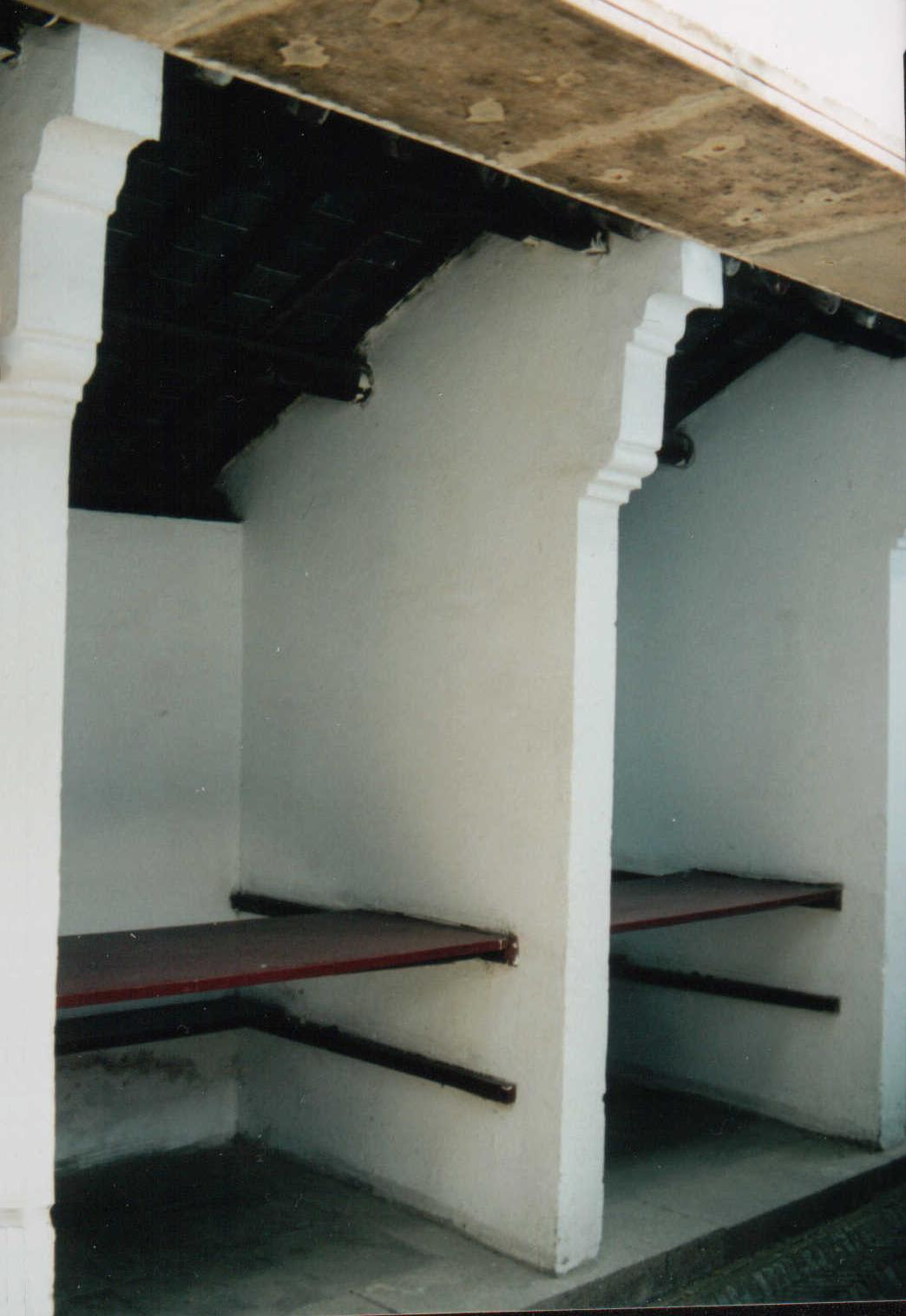
Prüfungszellen in Nanking

Berüchtigt waren indes die Provinzexamina: Für jede Sitzung hatten die Prüflinge drei Tage und zwei Nächte in ihren extrem engen, offenen Prüfungszellen auszuharren. Diese bestanden lediglich aus drei Brettern, die als Sitz, Tisch und Regal dienten. Auch waren die Kandidaten dort mitten im Spätherbst Wind und Wetter ebenso ausgesetzt, wie allerlei Ungeziefer. Des Nachts konnten sie sich aus Platzmangel nicht einmal ausstrecken, sondern nur in Embryonalstellung kauern. Auch mussten sie stets um die Unversehrtheit ihrer Unterlagen und insbesondere der mühsam erstellten Reinschriften fürchten. Von Wachtürmen aus wurden sie ständig beobachtet. Der Umgangston der mit ihrer Beaufsichtigung betrauten Soldaten war rau, gehörten diese doch dem gesellschaftlichen Bodensatz an und wussten nur zu gut, dass die erfolgreichen Kandidaten eines Tages auf sie herabsehen würden.
Der Dichter Pu Songling spricht im Zusammenhang mit dem – von ihm selbst trotz mehrfacher Anläufe nie bestandenen – Provinzexamen von den „sieben Wandlungsphasen“ des Kandidaten: Wenn er schwer bepackt das Examensgelände betrete, bewege er sich wie ein Bettler. Bei den Leibesvisitationen und Demütigungen durch die Aufseher fühle er sich wie ein Gefangener. Während seines mehrtägigen Aufenthalts in der engen Prüfungszelle führe er indes das Leben einer Bienenlarve. Beim Verlassen des Prüfungsgeländes nach Abschluss der Arbeiten fühle er sich wie ein dem Käfig entkommener Vogel. Beim bangen Warten auf die Ergebnisse ähnele der Kandidat schließlich einem Affen an der Leine. Nachdem er von seinem Scheitern erfahren hat, liege er dagegen regungslos da wie eine vergiftete Fliege. Zuletzt folge meist ein Wutanfall, bei dem der Kandidat seine gesamte Habe kurz und klein schlage, wie eine Taube ihre Eier.
Geradezu verwöhnt wurden dagegen die Teilnehmer des Palastexamens. Sie durften ihre Arbeiten in nächster Nähe zum Kaiser in der Halle der Höchsten Harmonie in der Verbotenen Stadt anfertigen. Hierbei wurden sie von kaiserlichen Lakaien und Eunuchen bedient und mit Essen und Tee bewirtet. Nicht einmal ihre Sachen mussten sie selbst tragen. Für die Prüfungsantworten wurden ihnen eigens für diesen Zweck angefertigte, ansprechend aufgemachte Lösungshefte zur Verfügung gestellt.

## Examenserfolg

### Voraussetzungen
Zentrale Voraussetzung für den Erfolg in den kaiserlichen Examina waren ausgeprägte reproduktive Fähigkeiten. Der Kandidat hatte dazu in der Lage zu sein, einen bestimmten Kanon anerkannten Wissens komplett und detailgetreu im Gedächtnis zu behalten und bei Bedarf entweder wörtlich wiederzugeben oder ihn als Grundlage für Aufsätze oder Erörterungen parat zu haben. Weniger verlangt wurde indes die intellektuelle Durchdringung eines Gegenstands oder die Entwicklung eigener Lösungen oder Konzepte. Auch die für die Erstellung von Aufsätzen oder Gedichten erforderliche Kreativität hielt sich angesichts der strikten formellen Vorgaben in Grenzen. Unabdingbar war nicht zuletzt eine gewisse körperliche Konstitution und Widerstandskraft.
Verbreitet war auch die buddhistisch beeinflusste Vorstellung, dass der Erfolg in den Examina in irgendeiner Weise mit der moralischen Haltung des Kandidaten oder seinem Vorleben zusammenhänge. Legion sind etwa die Geschichten um Examenskandidaten, die in der Prüfungszelle vom Geist einer von ihnen entehrten Frau heimgesucht und ins Verderben getrieben wurden, oder von Prüfern, denen bei der Korrektur ein Höllenrichter die Hand geführt hat. Auffälligerweise beziehen sich die meisten Berichte dieser Art auf das Provinzexamen, während beim unter komfortableren Bedingungen zu fertigenden Hauptstadt- und Palastexamen die Häufigkeit zurückgeht.

### Ergebnisbekanntgabe

Examenskandidaten bei der Bekanntgabe der Prüfungsergebnisse

Die Bekanntgabe der Ergebnisse erfolgte in feierlicher und zeremonieller Form: Bei den Hochschulzugangsexamina schrieb man die Namen der erfolgreichen Kandidaten in Form mehrerer konzentrischer Kreise nieder, wobei sich der beste an der obersten Position des äußersten Kreises befand und die nachfolgenden entgegen dem Uhrzeigersinn folgten. Die Blätter wurden öffentlich ausgehängt.
Beim Qualifikationsexamen krachten überdies Böllerschüsse, im Konfuziustempel der Präfekturhauptstadt traten Musikanten auf. Die frischgebackenen Shengyuan erhielten ihre blauen, schwarzgerandeten Lizentiatengewänder sowie die „Spatzenkopfmützen“. Vervollständigt wurden letztere durch aus Goldfolie und rotem Papier bestehende Ornamente, die sogenannten „Goldblumen“, die jedem einzelnen Lizentiaten vom Provinz-Studienleiter persönlich in einer kleinen Privataudienz überreicht wurden.
Besonders eindrucksvoll war die Zeremonie der Ergebnisverkündung natürlich beim Palastexamen, wo sie vom Kaiser selbst vor der Halle der Höchsten Harmonie in der Verbotenen Stadt vorgenommen wurde.

### Wiederholungsmöglichkeiten
Die zahlreichen erfolglosen Kandidaten mussten im Übrigen nicht verzagen: Jedes Examen konnte beliebig oft wiederholt werden. Dies erklärt auch die erstaunlich hohe Anzahl älterer Kandidaten. Fünf oder mehr Anläufe für ein Examen ein und derselben Stufe waren keine Seltenheit. Der Vater des hohen Qing-Beamten Zeng Guofan bestand das Qualifikationsexamen gar erst beim siebzehnten Versuch – und erhielt den Lizentiatenstatus gemeinsam mit seinem berühmten Sohn. Als ein gewisser Zhang Qian aus Jiangsu 1894 das Palastexamen bestand, hatte er nach eigenem Bekunden 35 Jahre mit Examensvorbereitungen und 160 Tage in Prüfungshallen verbracht.

### Bedeutung des Examenserfolgs
Das Bestehen der kaiserlichen Examina war stets ein zentrales Lebensziel der jungen Männer der gebildeten Stände. Sie waren es schließlich, die die Erlangung eines Beamtenrangs und damit den Aufstieg in die gesellschaftliche Oberschicht ermöglichten. Dementsprechend gehörte in China Prüfungserfolg zu den häufigsten Glück- und Segenswünschen überhaupt. Symbolisiert wurde er auf Grußkarten, Tuschbildern und Gemälden etc. durch eine Vielzahl von Zeichen, darunter Karpfen, Glocke, Hellebarde und Glühwurm, aber auch die klassischen Beamtenattribute Fächer, Gürtel, Hut, Schirm und Spiegel.
Zahlreiche Romane und Erzählungen berichten von den Bemühungen des Protagonisten, den Jinshi-Grad zu erwerben oder gar glorreich als Erster (Zhuangyuan) aus der Palastprüfung hervorzugehen. Nicht wenige potentielle Schwiegerväter knüpften hieran ihre Einwilligung in die Eheschließung mit ihren Töchtern. Umfassend thematisiert wird das chinesische Prüfungswesen in Wu Jingzis Roman Die inoffizielle Geschichte des Gelehrtenwalds (儒林外史,  Rúlín wàishǐ) von 1750.

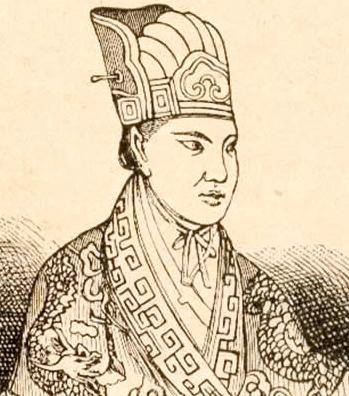
Hong Xiuquan – selbsternannter Taiping-Kaiser

### Erfolglose Kandidaten
Wie erwähnt erlangte nur etwa jeder hundertste Lizentiat den Juren- und jeder dreitausendste Lizentiat den Jinshi-Grad. Trotz der großzügigen Wiederholungsmöglichkeit gab es daher zu allen Zeiten zahllose Kandidaten, die trotz vielfältiger Bemühungen keinen, zum Eintritt in den Beamtendienst berechtigenden, Grad erwerben konnten. Erschwerend kam hinzu, dass ab der späten Qing-Zeit nicht einmal mehr für alle Gradinhaber ausreichend Beamtenstellen zur Verfügung standen.
Ein Teil der erfolglosen Kandidaten resignierte und führte etwa ein abgeschiedenes Privatgelehrtenleben oder wandte sich Philosophie und Kunst zu. Gleichwohl führte die Situation in der akademischen Klasse Chinas zu erheblicher Unzufriedenheit, von der schon angesichts der guten Ausbildung der erfolglosen Kandidaten für den Staat große Gefahr ausging: Nicht umsonst rekrutierten sich die Rädelsführer der das Reich immer wieder erschütternden Rebellionen und Aufstände stark aus diesen Kreisen. Bekanntestes Beispiel ist Hong Xiuquan, der Anführer des in den 1850er Jahren China und die Dynastie bis in die Grundfesten erschütternden Taiping-Aufstandes.
Das Schicksal eines erfolglosen Scholaren, der trotz mehrfacher Bemühungen nicht einmal das Lizentiatenexamen geschafft hat und dadurch ins Proletariat herabsinkt, schildert Lu Xun in seiner Erzählung Kong Yiji von 1919.

## Abschlusszeremonien
Die Examina jeder Stufe endeten jeweils in einem mehrstufigen feierlichen Zeremoniell:

### Feiern und Bankette
Bei allen Examina war es üblich, dass am Ende die Prüfer die erfolgreichen Kandidaten zu einem Festmahl einluden, bei dem diese im Gegenzug ihnen wie auch dem Kaiser ihren Dank und Respekt ausdrückten. Beim Provinzexamen trug das Festmahl nach einem Gedicht im Buch der Lieder den Namen „Hirschruf-Bankett“ (Lùmíngyàn 鹿鸣宴). Dieses begründete zwischen den Kandidaten und ihren Prüfern eine besonders geartete Lehrer-Schüler-Beziehung, ungeachtet der Tatsache, dass sie tatsächlich von ganz anderen Männern unterrichtet worden waren. Beim Palastexamen wurden die drei besten Kandidaten zusätzlich mit einem speziellen Bankett in der Hauptstadtpräfektur geehrt. Auch die übrigen Jinshi verbrachten mehrere Tage mit einer endlosen Reihe weiterer Gastmähler, Paraden und Ehrungen aller Art.

### Benachrichtigung der Heimatbezirke
Schließlich benachrichtigte die mit der Examensleitung betraute Behörde die Heimatbezirke der erfolgreichen Kandidaten. Die Bezirksverwaltungen wiederum schickten Boten an die Familien, um ihnen in blumigen Worten die freudige Nachricht zu verkünden, die sich alsbald wie ein Lauffeuer herumzusprechen pflegte. Freunde und Verwandte überbrachten Glückwünsche und Geschenke; die Lizentiaten revanchierten sich mit Geldzahlungen an die Lehrer und die Bürgen sowie mit Festmahlen für Freunde und Verwandte.
Wenn eine Provinz beim Palastexamen einen auf den Spitzenrängen platzierten Jinshi hervorbrachte, war dies ein Großereignis von politischer Dimension. Die Betreffenden wurden behandelt wie hohe Würdenträger des Reiches. Zum Zwecke der Errichtung eines Triumphbogens vor dem eigenen Wohnhaus in der Heimat erhielten sie vom Hof auch eine Sonderzuwendung von 30 Silberunzen, der Zhuangyuan – also der Spitzenabsolvent – sogar von 80 Silberunzen.

### Veröffentlichung von Prüfungsarbeiten
Die korrigierten Prüfungsarbeiten und etwaige Kopien wurden nach Abschluss der Examina aus Ehrfurcht vor dem geschriebenen Wort grundsätzlich verbrannt. Gegen eine geringe Gebühr konnte sie sich der Kandidat aber auch aushändigen lassen. Mitunter veröffentlichten die Kandidaten auch ihre Arbeiten. Besonders häufig war dies bei Antworten auf jene Fragen der Hauptstadt- und Palastexamina der Fall, die vom Kaiser selbst formuliert worden waren. Beliebt waren die veröffentlichten Arbeiten auch bei zukünftigen Examenskandidaten als Vorbereitungshilfe.

### Religiöse Pflichten
Nach Bestehen des Qualifikationsexamens erwiesen die frischgebackenen Lizentiaten nach ihrer Rückkehr in die Heimat im dortigen Konfuzius-Tempel der Bezirkshauptstadt dem Meister ihre Reverenz und schworen einen Eid auf seine Lehre. Nach dem Palastexamen brachten die Jinshi indes ein Opfer im Pekinger Konfuziustempel und verneigten sich vor den Statuen des Meisters und seiner wichtigsten Anhänger. Dort wurden auch schwere Steinstelen aufgestellt, die die Namen der erfolgreichen Absolventen des Palastexamens für alle Zeiten der Nachwelt überliefern sollten und auch heute noch zu sehen sind.

## Sonderfall: Die Militärexamina
Spiegelbildlich zum oben dargestellten zivilen Prüfungssystem gab es auch ein militärisches. Den Bezeichnungen der einzelnen Examen sowie den zu erwerbenden Titeln wurde einfach das Zeichen wǔ (武 Militär-) vorangestellt.

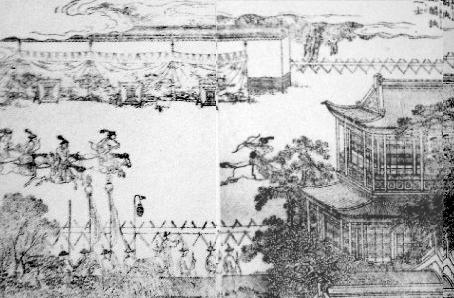
Schießprüfung beim Militärexamen

Geprüft wurden naturgemäß weniger die intellektuelle Brillanz der Kandidaten als vielmehr ihre Körperkraft und Geschicklichkeit: So hatten sie zu Pferde wie zu Fuß mit Pfeil und Bogen auf Pappaufsteller oder ähnliche Ziele zu schießen, mit bloßer Muskelkraft Pfeilbögen mit einer „Stärke“ von 80, 100 oder 120 Kätti (= 48–72 kg) zum Kreis zu biegen, ihre Gewandtheit im virtuosen Umgang mit der Hellebarde unter Beweis zu stellen oder Steine in den Gewichtsklassen von 200, 250 und 300 Kätti (120–180 kg) 35 cm hoch anzuheben. Daneben wurde die auswendige Niederschrift von Passagen aus den Militärklassikern Sunzi, Wuzi und Sima Fa verlangt – wobei angesichts der geringeren Bedeutung intellektueller Fähigkeiten für Militärbeamte die Prüfer in aller Regel beide Augen zudrückten.
Die Militärexamina und ihre Absolventen waren bei Regierung und Volk weitaus geringer angesehen als ihre zivilen Pendants. Ein Grund dafür dürfte sein, dass die beruflichen Erfolge von Offizieren in erheblich geringerem Maße von in Examen nachweis- und prüfbaren „Fertigkeiten“ abhingen, sondern von ihrer im Felde erworbenen Kriegserfahrung und dem Vertrauen und dem Respekt, die ihnen die Truppe entgegenbrachte. Und so waren die erfolgreichsten Heerführer der chinesischen Geschichte zumeist eben gerade keine Wu Jinshi, sondern Soldaten, die sich von der Pike auf hochgedient hatten. Militärakademiker wurden indes meist von Soldaten wie Zivilisten gleichermaßen belächelt und auf ruhige Posten abgeschoben.